# William Leveson-Gower (1696-1756)
William Leveson Gower (c. 1696-1756) est un homme politique britannique Tory qui siège à la Chambre des Communes pendant 36 ans, de 1720 à 1756.

## Biographie
Il est le deuxième fils de John Leveson-Gower (1er baron Gower). Il épouse Anne Grosvenor, fille de Thomas Grosvenor (3e baronnet), député de Eaton Hall, Cheshire, le 26 mai 1730.
Il est élu en tant que Tory député pour le Staffordshire lors d'une élection partielle, le 29 décembre 1720, etest réélu au cours des quatre élections générales suivante en 1722, 1727, 1734 et 1741. Il vote toujours contre le Gouvernement jusqu'en 1744, où il suit le gouvernement avec son frère Lord Gower. Il est réélu en 1747 après une élection contestée. En 1751, il entre dans l'opposition avec le duc de Bedford, et rompt sa relation politique avec son frère. Il vote en janvier 1752 avec le gouvernement sur le traité des subsides saxons, auquel le duc de Bedford s'est opposé à la Chambre des Lords. Il est réélu en 1754 et est classé comme un membre du groupe Bedford, alors dans l'opposition.
En mai 1756 il subit une attaque de paralysie à la Chambre des Communes. Il est décédé le 13 décembre 1756, laissant une fille. Il est aussi le frère de Thomas Leveson-Gower et Baptist Leveson-Gower, qui sont également députés.